# NGC 6047
NGC 6047 ist eine 13,7 mag helle Elliptische Galaxie vom Hubble-Typ E3 im Sternbild Herkules am Nordsternhimmel. Sie ist schätzungsweise 423 Millionen Lichtjahre von der Milchstraße entfernt und hat einen Durchmesser von etwa 135.000 Lichtjahren. Die Galaxie ist Mitglied des Herkules-Galaxienhaufens Abell 2151.
Im selben Himmelsareal befinden sich u. a. die Galaxien NGC 6039, NGC 6043, NGC 6045, NGC 6050.
Das Objekt wurde am 27. Juni 1886 vom US-amerikanischen Astronomen Lewis A. Swift entdeckt.